# Mammoth Hot Springs

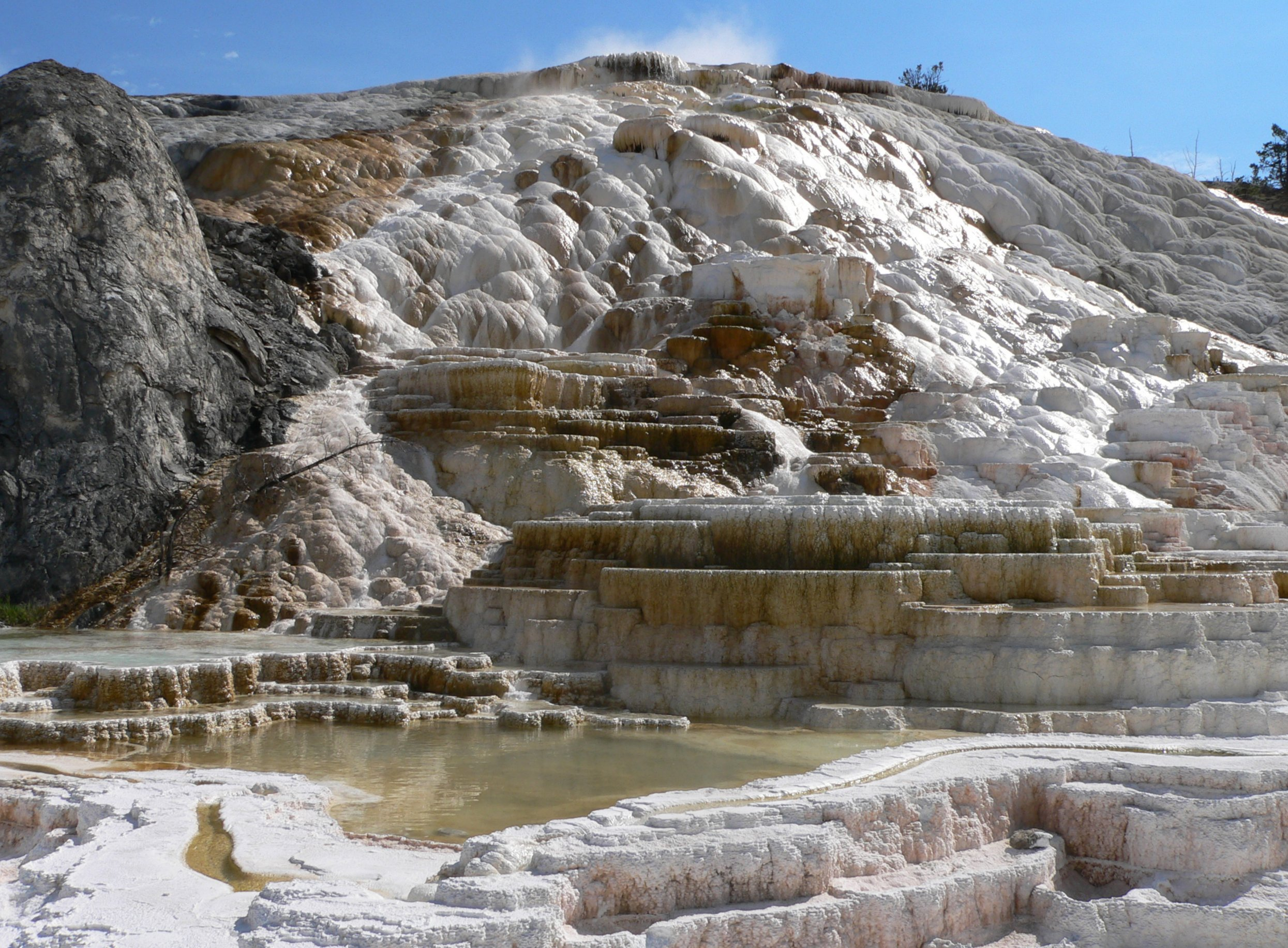
Le Mammoth Hot Springs

Le Mammoth Hot Springs sono un sito naturale composto da colline travertino che si sono formate a seguito dell'azione di sorgenti termali: si trovano all'interno del parco nazionale di Yellowstone nelle vicinanze di Fort Yellowstone e del Mammoth Hot Springs Historic District.

## Storia e descrizione
Le Mammoth Hot Springs si sono create nel corso di migliaia di anni grazie alle sorgenti di acqua calda che sgorgano nella zona: l'acqua, circa due tonnellate ogni giorno, raffreddandosi deposita carbonato di calcio portando alla formazione delle caratteristiche terrazze in travertino, che ricolme di acqua somigliano a delle piscine. Sebbene le sorgenti si trovino al di fuori della caldera, fanno parte dello stesso sistema magmatico che alimenta le altre aree geotermiche di Yellowstone.

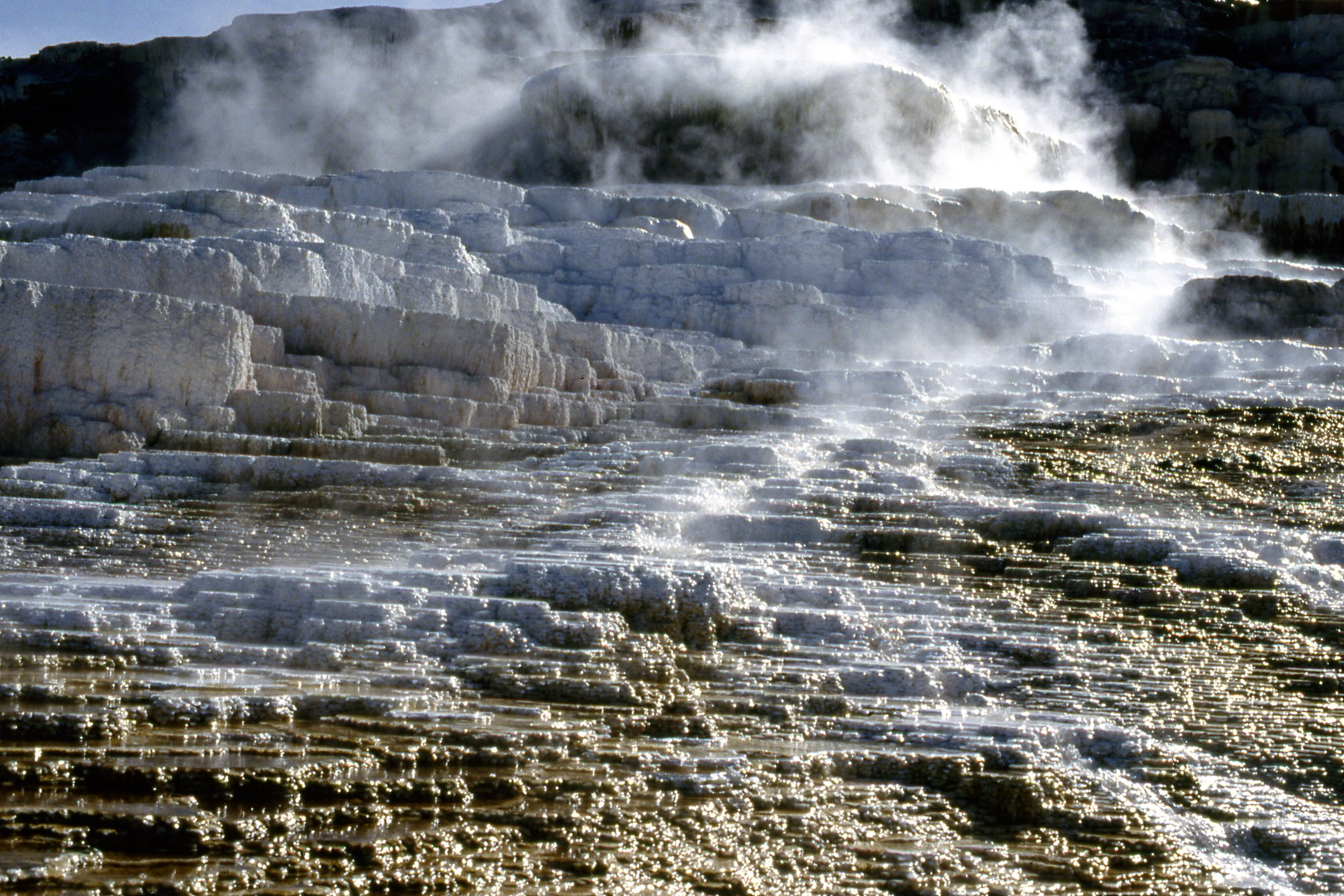
Le terrazze di travertino

L'acqua che alimenta Mammoth proviene dal sito del Norris Geyser Basin: questa viaggia in sotterranea lungo una linea di faglia che corre grosso modo parallela alla strada che collega Mammoth a Norris. Durante il percorso in sotterranea, il contatto dell'acqua con le rocce, permette a questa di arricchirsi di carbonato di calcio. Quando l'acqua sgorga ha una temperatura di circa 80 °C. Inoltre, alcune alghe che vivono nelle piscine, hanno dato al travertino sfumature di colore marrone, arancione, rosso e verde.
L'attività geotermica delle sorgenti è instabile: esse infatti possono essere attive decenni o alcuni giorni. Ad esempio, la zona chiamata Minerva Terrace, a seguito del prosciugarsi delle sorgenti, appaiono come terrazze asciutte.
In alcune zone delle colline sono state costruite delle strutture ricettive: il Mammoth Hotel venne costruito su una vecchia formazione di terrazze, conosciuta come Hotel Terrace. Al momento della costruzione, nel 1891, c'era preoccupazione sul fatto che il terreno avrebbe potuto non sostenere il peso degli edifici.
Vicino alle Mammoth Hot Springs si trova il Liberty Cap, una formazione rocciosa conica alta 3 metri. Si tratta dei depositi di calcio di un'antica sorgente termale prosciugata: non è escluso che la fonte sia solo quiescente e che possa riprendere l'attività in futuro.
Alcune piscine delle Mammoth Hot Springs hanno una temperatura di 45 °C: questo attira le alci, le quali, soprattutto durante i rigidi inverni, fanno il bagno nelle acque termali delle piscine. Le alci, non temendo l'uomo, possono talvolta attaccarlo: nella zona quindi è stata installata della segnaletica di pericolo per evitare incidenti.